# Anna Carreras i Aubets
Anna Carreras i Aubets   (Barcelona, 6 de gener de 1977) és una escriptora, crítica literària, correctora i traductora catalana.
Llicenciada en filologia catalana per la Universitat Autònoma de Barcelona, ha escrit diversos estudis sobre la literatura dels anys 1970 i 1980, entre els quals destaca l'edició de l'obra poètica completa de Vicenç Altaió.
És autora, juntament amb Vicenç Altaió i Jesús Galdón, del llibre d'aforismes El cervell i les venes (2005). El 2008 guanyà el Premi Alexandre Ballester amb l'obra Tot serà blanc.
Ha traduït l'obra d'Elena Ferrante al català i també Paolo Cognetti o Carlo Collodi, i ha participat en diferents reculls de contes, com Assassins de Girona, Sangassa, Visions del Purgatori, Nosaltres les fusterianes o Paper cremat.10 contes per a 100 anys de Ray Bradbury. Col·labora en diferents mitjans de premsa i revistes d'art, entre els quals, El Punt Avui, El Nacional, Núvol i Bonart.
| «               | Traduir és fer d'actor, interpretar un paper i fer-lo teu. És la llibertat de jugar amb la llengua, de torçar-la, de sotmetre-la, d'educar-la i de fer-la esclatar en tota la riquesa. La creativitat de parir una criatura nova, només teva, que s'assembla a una altra però que té una autonomia pròpia des del precís moment que adopta un nom nou. | » |
| — Anna Carreras | |   |

## Obres
- Vigila amb mi (Llibres del Delicte, 2023)
- Halley 2042 (Llibres del Delicte, 2020)
- L'ull de l'escarabat (Llibres del Delicte, 2019)[8][9]
- Encén el llum (LaBreu Edicions, 2017)
- Ombres franceses (El Cep i la Nansa, 2016)[10]
- Fes-me la permanent (El Cep i la Nansa, 2016)[11]
- Unes ales cap a on (A Contra Vent Editors, 2011)
- Veus (Editorial Empúries, 2010)
- Tot serà blanc (Premi Alexandre Ballester, Lleonard Muntaner Ed, 2008)
- Camisa de foc (Editorial Empúries, 2008)